# Romandiet Rundt 2022
Romandiet Rundt 2022 var den 75. udgave af det schweiziske etapeløb Romandiet Rundt. Cykelløbets prolog og fem etaper havde en samlet længde på 712,46 km, og blev kørt i Romandiet fra 26. april med start i Lausanne til 1. maj 2022 med mål i Villars-sur-Ollon. Løbet var attende arrangement på UCI World Tour 2022. Den samlede vinder af løbet blev russiske Aleksandr Vlasov fra Bora-Hansgrohe.

## Etaperne
| Etape    | Dato     | Start – Mål                | type             | Afstand (km) | Elevation (m) | Etapevinder      | Førende rytter   |
| -------- | -------- | -------------------------- | ---------------- | ------------ | ------------- | ---------------- | ---------------- |
| Prolog   | 26. apr. | Lausanne – Lausanne        | prolog           | 5,12         | 39 m          | Ethan Hayter     | Ethan Hayter     |
| 1. etape | 27. apr. | La Grande Béroche – Romont | kuperet etape    | 178          | 2.729 m       | Dylan Teuns      | Rohan Dennis     |
| 2. etape | 28. apr. | Echallens – Echallens      | kuperet etape    | 168,2        | 2.327 m       | Ethan Hayter     | Rohan Dennis     |
| 3. etape | 29. apr. | Valbroye – Valbroye        | kuperet etape    | 165,1        | 2.441 m       | Patrick Bevin    | Rohan Dennis     |
| 4. etape | 30. apr. | Aigle – Val d'Anniviers    | bjergetape       | 180,1        | 4.158 m       | Sergio Higuita   | Rohan Dennis     |
| 5. etape | 1. maj   | Aigle – Villars-sur-Ollon  | bjergenkeltstart | 15,84        | 884 m         | Aleksandr Vlasov | Aleksandr Vlasov |

### Prolog
| Lausanne - Lausanne | prolog | (5,12 km) |

| \| Etaperesultat \| Etaperesultat \| Etaperesultat \| Etaperesultat \| Etaperesultat \| \| Rytter \| Rytter \| Hold \| Tid \| \| \| ------------- \| --------------------- \| ---------------------- \| ------------- \| ------------- \| \| 1. \| Ethan Hayter \| Ineos Grenadiers \| 5' 52" \| \| \| 2. \| Rohan Dennis \| Jumbo-Visma \| + 4" \| \| \| 3. \| Felix Großschartner \| Bora-Hansgrohe \| + 10" \| \| \| 4. \| Geraint Thomas \| Ineos Grenadiers \| + 10" \| \| \| 5. \| Maximilian Schachmann \| Bora-Hansgrohe \| + 13" \| \| \| 6. \| Matteo Sobrero \| BikeExchange-Jayco \| + 13" \| \| \| 7. \| Ethan Vernon \| Quick-Step Alpha Vinyl \| + 14" \| \| \| 8. \| Georg Steinhauser \| EF Education-EasyPost \| + 14" \| \| \| 9. \| Mauro Schmid \| Quick-Step Alpha Vinyl \| + 14" \| \| \| 10. \| Juan Ayuso \| UAE Team Emirates \| + 14" \| \| |                       |                        |        |
| |                       |                        |        |
| Kilde: ProCyclingStats |                       |                        |        |
| Etaperesultat |                       |                        |        |
| Rytter | Rytter                | Hold                   | Tid    |
| 1. | Ethan Hayter          | Ineos Grenadiers       | 5' 52" |
| 2. | Rohan Dennis          | Jumbo-Visma            | + 4"   |
| 3. | Felix Großschartner   | Bora-Hansgrohe         | + 10"  |
| 4. | Geraint Thomas        | Ineos Grenadiers       | + 10"  |
| 5. | Maximilian Schachmann | Bora-Hansgrohe         | + 13"  |
| 6. | Matteo Sobrero        | BikeExchange-Jayco     | + 13"  |
| 7. | Ethan Vernon          | Quick-Step Alpha Vinyl | + 14"  |
| 8. | Georg Steinhauser     | EF Education-EasyPost  | + 14"  |
| 9. | Mauro Schmid          | Quick-Step Alpha Vinyl | + 14"  |
| 10. | Juan Ayuso            | UAE Team Emirates      | + 14"  |

| \| Samlede stilling \| Samlede stilling \| Samlede stilling \| Samlede stilling \| Samlede stilling \| \| Rytter \| Rytter \| Hold \| Tid \| \| \| ---------------- \| --------------------- \| ---------------------- \| ---------------- \| ---------------- \| \| 1. \| Ethan Hayter \| Ineos Grenadiers \| 5' 52" \| \| \| 2. \| Rohan Dennis \| Jumbo-Visma \| + 4" \| \| \| 3. \| Felix Großschartner \| Bora-Hansgrohe \| + 10" \| \| \| 4. \| Geraint Thomas \| Ineos Grenadiers \| + 10" \| \| \| 5. \| Maximilian Schachmann \| Bora-Hansgrohe \| + 13" \| \| \| 6. \| Matteo Sobrero \| BikeExchange-Jayco \| + 13" \| \| \| 7. \| Ethan Vernon \| Quick-Step Alpha Vinyl \| + 14" \| \| \| 8. \| Georg Steinhauser \| EF Education-EasyPost \| + 14" \| \| \| 9. \| Mauro Schmid \| Quick-Step Alpha Vinyl \| + 14" \| \| \| 10. \| Juan Ayuso \| UAE Team Emirates \| + 14" \| \| |                       |                        |        |
| |                       |                        |        |
| Kilde: ProCyclingStats |                       |                        |        |
| Samlede stilling |                       |                        |        |
| Rytter | Rytter                | Hold                   | Tid    |
| 1. | Ethan Hayter          | Ineos Grenadiers       | 5' 52" |
| 2. | Rohan Dennis          | Jumbo-Visma            | + 4"   |
| 3. | Felix Großschartner   | Bora-Hansgrohe         | + 10"  |
| 4. | Geraint Thomas        | Ineos Grenadiers       | + 10"  |
| 5. | Maximilian Schachmann | Bora-Hansgrohe         | + 13"  |
| 6. | Matteo Sobrero        | BikeExchange-Jayco     | + 13"  |
| 7. | Ethan Vernon          | Quick-Step Alpha Vinyl | + 14"  |
| 8. | Georg Steinhauser     | EF Education-EasyPost  | + 14"  |
| 9. | Mauro Schmid          | Quick-Step Alpha Vinyl | + 14"  |
| 10. | Juan Ayuso            | UAE Team Emirates      | + 14"  |

### 1. etape
| La Grande Béroche - Romont | kuperet etape | (178 km) |

| \| Etaperesultat \| Etaperesultat \| Etaperesultat \| Etaperesultat \| Etaperesultat \| \| Rytter \| Rytter \| Hold \| Tid \| \| \| ------------- \| ---------------- \| ---------------------------------- \| ------------- \| ------------- \| \| 1. \| Dylan Teuns \| Bahrain Victorious \| 4t 23' 58" \| \| \| 2. \| Rohan Dennis \| Jumbo-Visma \| + 0" \| \| \| 3. \| Marc Hirschi \| UAE Team Emirates \| + 2" \| \| \| 4. \| Aleksandr Vlasov \| Bora-Hansgrohe \| + 2" \| \| \| 5. \| Quinten Hermans \| Intermarché-Wanty-Gobert Matériaux \| + 2" \| \| \| 6. \| Ben O'Connor \| AG2R Citroën Team \| + 4" \| \| \| 7. \| Damiano Caruso \| Bahrain Victorious \| + 4" \| \| \| 8. \| Juan Ayuso \| UAE Team Emirates \| + 4" \| \| \| 9. \| Steff Cras \| Lotto-Soudal \| + 4" \| \| \| 10. \| Mauro Schmid \| Quick-Step Alpha Vinyl \| + 4" \| \| |                  |                                    |            |
| |                  |                                    |            |
| Kilde: ProCyclingStats |                  |                                    |            |
| Etaperesultat |                  |                                    |            |
| Rytter | Rytter           | Hold                               | Tid        |
| 1. | Dylan Teuns      | Bahrain Victorious                 | 4t 23' 58" |
| 2. | Rohan Dennis     | Jumbo-Visma                        | + 0"       |
| 3. | Marc Hirschi     | UAE Team Emirates                  | + 2"       |
| 4. | Aleksandr Vlasov | Bora-Hansgrohe                     | + 2"       |
| 5. | Quinten Hermans  | Intermarché-Wanty-Gobert Matériaux | + 2"       |
| 6. | Ben O'Connor     | AG2R Citroën Team                  | + 4"       |
| 7. | Damiano Caruso   | Bahrain Victorious                 | + 4"       |
| 8. | Juan Ayuso       | UAE Team Emirates                  | + 4"       |
| 9. | Steff Cras       | Lotto-Soudal                       | + 4"       |
| 10. | Mauro Schmid     | Quick-Step Alpha Vinyl             | + 4"       |

| \| Samlede stilling \| Samlede stilling \| Samlede stilling \| Samlede stilling \| Samlede stilling \| \| Rytter \| Rytter \| Hold \| Tid \| \| \| ---------------- \| ------------------- \| ---------------------- \| ---------------- \| ---------------- \| \| 1. \| Rohan Dennis \| Jumbo-Visma \| 4t 29' 48" \| \| \| 2. \| Felix Großschartner \| Bora-Hansgrohe \| + 16" \| \| \| 3. \| Dylan Teuns \| Bahrain Victorious \| + 18" \| \| \| 4. \| Mauro Schmid \| Quick-Step Alpha Vinyl \| + 20" \| \| \| 5. \| Juan Ayuso \| UAE Team Emirates \| + 20" \| \| \| 6. \| Mikkel Honoré \| Quick-Step Alpha Vinyl \| + 20" \| \| \| 7. \| Patrick Bevin \| Israel-Premier Tech \| + 22" \| \| \| 8. \| Aleksandr Vlasov \| Bora-Hansgrohe \| + 23" \| \| \| 9. \| Brandon McNulty \| UAE Team Emirates \| + 23" \| \| \| 10. \| Marc Hirschi \| UAE Team Emirates \| + 24" \| \| |                     |                        |            |
| |                     |                        |            |
| Kilde: ProCyclingStats |                     |                        |            |
| Samlede stilling |                     |                        |            |
| Rytter | Rytter              | Hold                   | Tid        |
| 1. | Rohan Dennis        | Jumbo-Visma            | 4t 29' 48" |
| 2. | Felix Großschartner | Bora-Hansgrohe         | + 16"      |
| 3. | Dylan Teuns         | Bahrain Victorious     | + 18"      |
| 4. | Mauro Schmid        | Quick-Step Alpha Vinyl | + 20"      |
| 5. | Juan Ayuso          | UAE Team Emirates      | + 20"      |
| 6. | Mikkel Honoré       | Quick-Step Alpha Vinyl | + 20"      |
| 7. | Patrick Bevin       | Israel-Premier Tech    | + 22"      |
| 8. | Aleksandr Vlasov    | Bora-Hansgrohe         | + 23"      |
| 9. | Brandon McNulty     | UAE Team Emirates      | + 23"      |
| 10. | Marc Hirschi        | UAE Team Emirates      | + 24"      |

### 2. etape
| Echallens - Echallens | kuperet etape | (168,2 km) |

| \| Etaperesultat \| Etaperesultat \| Etaperesultat \| Etaperesultat \| Etaperesultat \| \| Rytter \| Rytter \| Hold \| Tid \| \| \| ------------- \| ------------------- \| ---------------------------------- \| ------------- \| ------------- \| \| 1. \| Ethan Hayter \| Ineos Grenadiers \| 4t 04' 55" \| \| \| 2. \| Jon Aberasturi \| Trek-Segafredo \| + 0" \| \| \| 3. \| Fernando Gaviria \| UAE Team Emirates \| + 0" \| \| \| 4. \| Aleksandr Vlasov \| Bora-Hansgrohe \| + 0" \| \| \| 5. \| Sean Quinn \| EF Education-EasyPost \| + 0" \| \| \| 6. \| Quinten Hermans \| Intermarché-Wanty-Gobert Matériaux \| + 0" \| \| \| 7. \| Nikias Arndt \| Team DSM \| + 0" \| \| \| 8. \| Ben O'Connor \| AG2R Citroën Team \| + 0" \| \| \| 9. \| Felix Großschartner \| Bora-Hansgrohe \| + 0" \| \| \| 10. \| Steven Kruijswijk \| Jumbo-Visma \| + 0" \| \| |                     |                                    |            |
| |                     |                                    |            |
| Kilde: ProCyclingStats |                     |                                    |            |
| Etaperesultat |                     |                                    |            |
| Rytter | Rytter              | Hold                               | Tid        |
| 1. | Ethan Hayter        | Ineos Grenadiers                   | 4t 04' 55" |
| 2. | Jon Aberasturi      | Trek-Segafredo                     | + 0"       |
| 3. | Fernando Gaviria    | UAE Team Emirates                  | + 0"       |
| 4. | Aleksandr Vlasov    | Bora-Hansgrohe                     | + 0"       |
| 5. | Sean Quinn          | EF Education-EasyPost              | + 0"       |
| 6. | Quinten Hermans     | Intermarché-Wanty-Gobert Matériaux | + 0"       |
| 7. | Nikias Arndt        | Team DSM                           | + 0"       |
| 8. | Ben O'Connor        | AG2R Citroën Team                  | + 0"       |
| 9. | Felix Großschartner | Bora-Hansgrohe                     | + 0"       |
| 10. | Steven Kruijswijk   | Jumbo-Visma                        | + 0"       |

| \| Samlede stilling \| Samlede stilling \| Samlede stilling \| Samlede stilling \| Samlede stilling \| \| Rytter \| Rytter \| Hold \| Tid \| \| \| ---------------- \| ------------------- \| ---------------------- \| ---------------- \| ---------------- \| \| 1. \| Rohan Dennis \| Jumbo-Visma \| 8t 34' 43" \| \| \| 2. \| Felix Großschartner \| Bora-Hansgrohe \| + 14" \| \| \| 3. \| Mauro Schmid \| Quick-Step Alpha Vinyl \| + 18" \| \| \| 4. \| Dylan Teuns \| Bahrain Victorious \| + 18" \| \| \| 5. \| Juan Ayuso \| UAE Team Emirates \| + 18" \| \| \| 6. \| Mikkel Honoré \| Quick-Step Alpha Vinyl \| + 18" \| \| \| 7. \| Patrick Bevin \| Israel-Premier Tech \| + 20" \| \| \| 8. \| Brandon McNulty \| UAE Team Emirates \| + 21" \| \| \| 9. \| Aleksandr Vlasov \| Bora-Hansgrohe \| + 23" \| \| \| 10. \| Marc Hirschi \| UAE Team Emirates \| + 24" \| \| |                     |                        |            |
| |                     |                        |            |
| Kilde: ProCyclingStats |                     |                        |            |
| Samlede stilling |                     |                        |            |
| Rytter | Rytter              | Hold                   | Tid        |
| 1. | Rohan Dennis        | Jumbo-Visma            | 8t 34' 43" |
| 2. | Felix Großschartner | Bora-Hansgrohe         | + 14"      |
| 3. | Mauro Schmid        | Quick-Step Alpha Vinyl | + 18"      |
| 4. | Dylan Teuns         | Bahrain Victorious     | + 18"      |
| 5. | Juan Ayuso          | UAE Team Emirates      | + 18"      |
| 6. | Mikkel Honoré       | Quick-Step Alpha Vinyl | + 18"      |
| 7. | Patrick Bevin       | Israel-Premier Tech    | + 20"      |
| 8. | Brandon McNulty     | UAE Team Emirates      | + 21"      |
| 9. | Aleksandr Vlasov    | Bora-Hansgrohe         | + 23"      |
| 10. | Marc Hirschi        | UAE Team Emirates      | + 24"      |

### 3. etape
| Valbroye - Valbroye | kuperet etape | (165,1 km) |

| \| Etaperesultat \| Etaperesultat \| Etaperesultat \| Etaperesultat \| Etaperesultat \| \| Rytter \| Rytter \| Hold \| Tid \| \| \| ------------- \| ------------------- \| ---------------------------------- \| ------------- \| ------------- \| \| 1. \| Patrick Bevin \| Israel-Premier Tech \| 3t 53' 27" \| \| \| 2. \| Ethan Hayter \| Ineos Grenadiers \| + 0" \| \| \| 3. \| Rohan Dennis \| Jumbo-Visma \| + 0" \| \| \| 4. \| Dion Smith \| BikeExchange-Jayco \| + 0" \| \| \| 5. \| Quinten Hermans \| Intermarché-Wanty-Gobert Matériaux \| + 0" \| \| \| 6. \| Damiano Caruso \| Bahrain Victorious \| + 0" \| \| \| 7. \| Finn Fisher-Black \| UAE Team Emirates \| + 0" \| \| \| 8. \| Felix Großschartner \| Bora-Hansgrohe \| + 0" \| \| \| 9. \| Nikias Arndt \| Team DSM \| + 0" \| \| \| 10. \| Mikkel Honoré \| Quick-Step Alpha Vinyl \| + 0" \| \| |                     |                                    |            |
| |                     |                                    |            |
| Kilde: ProCyclingStats |                     |                                    |            |
| Etaperesultat |                     |                                    |            |
| Rytter | Rytter              | Hold                               | Tid        |
| 1. | Patrick Bevin       | Israel-Premier Tech                | 3t 53' 27" |
| 2. | Ethan Hayter        | Ineos Grenadiers                   | + 0"       |
| 3. | Rohan Dennis        | Jumbo-Visma                        | + 0"       |
| 4. | Dion Smith          | BikeExchange-Jayco                 | + 0"       |
| 5. | Quinten Hermans     | Intermarché-Wanty-Gobert Matériaux | + 0"       |
| 6. | Damiano Caruso      | Bahrain Victorious                 | + 0"       |
| 7. | Finn Fisher-Black   | UAE Team Emirates                  | + 0"       |
| 8. | Felix Großschartner | Bora-Hansgrohe                     | + 0"       |
| 9. | Nikias Arndt        | Team DSM                           | + 0"       |
| 10. | Mikkel Honoré       | Quick-Step Alpha Vinyl             | + 0"       |

| \| Samlede stilling \| Samlede stilling \| Samlede stilling \| Samlede stilling \| Samlede stilling \| \| Rytter \| Rytter \| Hold \| Tid \| \| \| ---------------- \| ------------------- \| ---------------------- \| ---------------- \| ---------------- \| \| 1. \| Rohan Dennis \| Jumbo-Visma \| 12t 28' 06" \| \| \| 2. \| Patrick Bevin \| Israel-Premier Tech \| + 14" \| \| \| 3. \| Felix Großschartner \| Bora-Hansgrohe \| + 18" \| \| \| 4. \| Mauro Schmid \| Quick-Step Alpha Vinyl \| + 22" \| \| \| 5. \| Dylan Teuns \| Bahrain Victorious \| + 22" \| \| \| 6. \| Juan Ayuso \| UAE Team Emirates \| + 22" \| \| \| 7. \| Mikkel Honoré \| Quick-Step Alpha Vinyl \| + 22" \| \| \| 8. \| Brandon McNulty \| UAE Team Emirates \| + 25" \| \| \| 9. \| Aleksandr Vlasov \| Bora-Hansgrohe \| + 27" \| \| \| 10. \| Marc Hirschi \| UAE Team Emirates \| + 28" \| \| |                     |                        |             |
| |                     |                        |             |
| Kilde: ProCyclingStats |                     |                        |             |
| Samlede stilling |                     |                        |             |
| Rytter | Rytter              | Hold                   | Tid         |
| 1. | Rohan Dennis        | Jumbo-Visma            | 12t 28' 06" |
| 2. | Patrick Bevin       | Israel-Premier Tech    | + 14"       |
| 3. | Felix Großschartner | Bora-Hansgrohe         | + 18"       |
| 4. | Mauro Schmid        | Quick-Step Alpha Vinyl | + 22"       |
| 5. | Dylan Teuns         | Bahrain Victorious     | + 22"       |
| 6. | Juan Ayuso          | UAE Team Emirates      | + 22"       |
| 7. | Mikkel Honoré       | Quick-Step Alpha Vinyl | + 22"       |
| 8. | Brandon McNulty     | UAE Team Emirates      | + 25"       |
| 9. | Aleksandr Vlasov    | Bora-Hansgrohe         | + 27"       |
| 10. | Marc Hirschi        | UAE Team Emirates      | + 28"       |

### 4. etape
| Aigle - Val d'Anniviers | bjergetape | (180,1 km) |

| \| Etaperesultat \| Etaperesultat \| Etaperesultat \| Etaperesultat \| Etaperesultat \| \| Rytter \| Rytter \| Hold \| Tid \| \| \| ------------- \| --------------------- \| ------------------- \| ------------- \| ------------- \| \| 1. \| Sergio Higuita \| Bora-Hansgrohe \| 4t 58' 52" \| \| \| 2. \| Aleksandr Vlasov \| Bora-Hansgrohe \| + 0" \| \| \| 3. \| Juan Ayuso \| UAE Team Emirates \| + 0" \| \| \| 4. \| Ben O'Connor \| AG2R Citroën Team \| + 0" \| \| \| 5. \| Thibaut Pinot \| Groupama-FDJ \| + 0" \| \| \| 6. \| Michael Woods \| Israel-Premier Tech \| + 0" \| \| \| 7. \| Gino Mäder \| Bahrain Victorious \| + 0" \| \| \| 8. \| Sébastien Reichenbach \| Groupama-FDJ \| + 0" \| \| \| 9. \| Simon Geschke \| Cofidis \| + 0" \| \| \| 10. \| Carlos Verona \| Movistar Team \| + 0" \| \| |                       |                     |            |
| |                       |                     |            |
| Kilde: ProCyclingStats |                       |                     |            |
| Etaperesultat |                       |                     |            |
| Rytter | Rytter                | Hold                | Tid        |
| 1. | Sergio Higuita        | Bora-Hansgrohe      | 4t 58' 52" |
| 2. | Aleksandr Vlasov      | Bora-Hansgrohe      | + 0"       |
| 3. | Juan Ayuso            | UAE Team Emirates   | + 0"       |
| 4. | Ben O'Connor          | AG2R Citroën Team   | + 0"       |
| 5. | Thibaut Pinot         | Groupama-FDJ        | + 0"       |
| 6. | Michael Woods         | Israel-Premier Tech | + 0"       |
| 7. | Gino Mäder            | Bahrain Victorious  | + 0"       |
| 8. | Sébastien Reichenbach | Groupama-FDJ        | + 0"       |
| 9. | Simon Geschke         | Cofidis             | + 0"       |
| 10. | Carlos Verona         | Movistar Team       | + 0"       |

| \| Samlede stilling \| Samlede stilling \| Samlede stilling \| Samlede stilling \| Samlede stilling \| \| Rytter \| Rytter \| Hold \| Tid \| \| \| ---------------- \| --------------------- \| --------------------- \| ---------------- \| ---------------- \| \| 1. \| Rohan Dennis \| Jumbo-Visma \| 17t 27' 01" \| \| \| 2. \| Juan Ayuso \| UAE Team Emirates \| + 15" \| \| \| 3. \| Aleksandr Vlasov \| Bora-Hansgrohe \| + 18" \| \| \| 4. \| Ben O'Connor \| AG2R Citroën Team \| + 25" \| \| \| 5. \| Luke Plapp \| Ineos Grenadiers \| + 30" \| \| \| 6. \| Gino Mäder \| Bahrain Victorious \| + 32" \| \| \| 7. \| Sébastien Reichenbach \| Groupama-FDJ \| + 37" \| \| \| 8. \| Neilson Powless \| EF Education-EasyPost \| + 41" \| \| \| 9. \| Simon Geschke \| Cofidis \| + 42" \| \| \| 10. \| Steff Cras \| Lotto-Soudal \| + 45" \| \| |                       |                       |             |
| |                       |                       |             |
| Kilde: ProCyclingStats |                       |                       |             |
| Samlede stilling |                       |                       |             |
| Rytter | Rytter                | Hold                  | Tid         |
| 1. | Rohan Dennis          | Jumbo-Visma           | 17t 27' 01" |
| 2. | Juan Ayuso            | UAE Team Emirates     | + 15"       |
| 3. | Aleksandr Vlasov      | Bora-Hansgrohe        | + 18"       |
| 4. | Ben O'Connor          | AG2R Citroën Team     | + 25"       |
| 5. | Luke Plapp            | Ineos Grenadiers      | + 30"       |
| 6. | Gino Mäder            | Bahrain Victorious    | + 32"       |
| 7. | Sébastien Reichenbach | Groupama-FDJ          | + 37"       |
| 8. | Neilson Powless       | EF Education-EasyPost | + 41"       |
| 9. | Simon Geschke         | Cofidis               | + 42"       |
| 10. | Steff Cras            | Lotto-Soudal          | + 45"       |

### 5. etape
| Aigle - Villars-sur-Ollon | bjergenkeltstart | (15,84 km) |

| \| Etaperesultat \| Etaperesultat \| Etaperesultat \| Etaperesultat \| Etaperesultat \| \| Rytter \| Rytter \| Hold \| Tid \| \| \| ------------- \| ----------------- \| ---------------------------------- \| ------------- \| ------------- \| \| 1. \| Aleksandr Vlasov \| Bora-Hansgrohe \| 33' 40" \| \| \| 2. \| Simon Geschke \| Cofidis \| + 31" \| \| \| 3. \| Gino Mäder \| Bahrain Victorious \| + 36" \| \| \| 4. \| Damiano Caruso \| Bahrain Victorious \| + 1' 04" \| \| \| 5. \| Steven Kruijswijk \| Jumbo-Visma \| + 1' 05" \| \| \| 6. \| Thibaut Pinot \| Groupama-FDJ \| + 1' 07" \| \| \| 7. \| Rein Taaramäe \| Intermarché-Wanty-Gobert Matériaux \| + 1' 25" \| \| \| 8. \| Juan Ayuso \| UAE Team Emirates \| + 1' 25" \| \| \| 9. \| Sepp Kuss \| Jumbo-Visma \| + 1' 26" \| \| \| 10. \| Ben O'Connor \| AG2R Citroën Team \| + 1' 40" \| \| |                   |                                    |          |
| |                   |                                    |          |
| Kilde: ProCyclingStats |                   |                                    |          |
| Etaperesultat |                   |                                    |          |
| Rytter | Rytter            | Hold                               | Tid      |
| 1. | Aleksandr Vlasov  | Bora-Hansgrohe                     | 33' 40"  |
| 2. | Simon Geschke     | Cofidis                            | + 31"    |
| 3. | Gino Mäder        | Bahrain Victorious                 | + 36"    |
| 4. | Damiano Caruso    | Bahrain Victorious                 | + 1' 04" |
| 5. | Steven Kruijswijk | Jumbo-Visma                        | + 1' 05" |
| 6. | Thibaut Pinot     | Groupama-FDJ                       | + 1' 07" |
| 7. | Rein Taaramäe     | Intermarché-Wanty-Gobert Matériaux | + 1' 25" |
| 8. | Juan Ayuso        | UAE Team Emirates                  | + 1' 25" |
| 9. | Sepp Kuss         | Jumbo-Visma                        | + 1' 26" |
| 10. | Ben O'Connor      | AG2R Citroën Team                  | + 1' 40" |

## Resultater

### Samlede stilling
| \| Samlede stilling \| Samlede stilling \| Samlede stilling \| Samlede stilling \| Samlede stilling \| \| Rytter \| Rytter \| Hold \| Tid \| \| \| ---------------- \| ----------------- \| ------------------ \| ---------------- \| ---------------- \| \| 1. \| Aleksandr Vlasov \| Bora-Hansgrohe \| 18t 00' 59" \| \| \| 2. \| Gino Mäder \| Bahrain Victorious \| + 50" \| \| \| 3. \| Simon Geschke \| Cofidis \| + 55" \| \| \| 4. \| Juan Ayuso \| UAE Team Emirates \| + 1' 22" \| \| \| 5. \| Ben O'Connor \| AG2R Citroën Team \| + 1' 47" \| \| \| 6. \| Damiano Caruso \| Bahrain Victorious \| + 1' 51" \| \| \| 7. \| Steven Kruijswijk \| Jumbo-Visma \| + 1' 52" \| \| \| 8. \| Rohan Dennis \| Jumbo-Visma \| + 1' 54" \| \| \| 9. \| Luke Plapp \| Ineos Grenadiers \| + 2' 08" \| \| \| 10. \| Einer Rubio \| Movistar Team \| + 2' 13" \| \| |                   |                    |             |
| |                   |                    |             |
| Kilde: ProCyclingStats |                   |                    |             |
| Samlede stilling |                   |                    |             |
| Rytter | Rytter            | Hold               | Tid         |
| 1. | Aleksandr Vlasov  | Bora-Hansgrohe     | 18t 00' 59" |
| 2. | Gino Mäder        | Bahrain Victorious | + 50"       |
| 3. | Simon Geschke     | Cofidis            | + 55"       |
| 4. | Juan Ayuso        | UAE Team Emirates  | + 1' 22"    |
| 5. | Ben O'Connor      | AG2R Citroën Team  | + 1' 47"    |
| 6. | Damiano Caruso    | Bahrain Victorious | + 1' 51"    |
| 7. | Steven Kruijswijk | Jumbo-Visma        | + 1' 52"    |
| 8. | Rohan Dennis      | Jumbo-Visma        | + 1' 54"    |
| 9. | Luke Plapp        | Ineos Grenadiers   | + 2' 08"    |
| 10. | Einer Rubio       | Movistar Team      | + 2' 13"    |

### Pointkonkurrencen
| Pointkonkurrence | Pointkonkurrence | Pointkonkurrence                   | Pointkonkurrence | Pointkonkurrence |
| Rytter           | Rytter           | Hold                               | Point            |                  |
| ---------------- | ---------------- | ---------------------------------- | ---------------- | ---------------- |
| 1.               | Ethan Hayter     | Ineos Grenadiers                   | 110 point        |                  |
| 2.               | Aleksandr Vlasov | Bora-Hansgrohe                     | 96 point         |                  |
| 3.               | Rohan Dennis     | Jumbo-Visma                        | 81 point         |                  |
| 4.               | Quinten Hermans  | Intermarché-Wanty-Gobert Matériaux | 61 point         |                  |
| 5.               | Patrick Bevin    | Israel-Premier Tech                | 55 point         |                  |
| 6.               | Dylan Teuns      | Bahrain Victorious                 | 50 point         |                  |
| 7.               | Toms Skujiņš     | Trek-Segafredo                     | 50 point         |                  |
| 8.               | Juan Ayuso       | UAE Team Emirates                  | 50 point         |                  |
| 9.               | Ben O'Connor     | AG2R Citroën Team                  | 50 point         |                  |
| 10.              | Damiano Caruso   | Bahrain Victorious                 | 45 point         |                  |

### Bjergkonkurrencen
| Bjergkonkurrence | Bjergkonkurrence | Bjergkonkurrence       | Bjergkonkurrence | Bjergkonkurrence |
| Rytter           | Rytter           | Hold                   | Point            |                  |
| ---------------- | ---------------- | ---------------------- | ---------------- | ---------------- |
| 1.               | Toms Skujiņš     | Trek-Segafredo         | 49 point         |                  |
| 2.               | James Knox       | Quick-Step Alpha Vinyl | 34 point         |                  |
| 3.               | Krists Neilands  | Israel-Premier Tech    | 20 point         |                  |
| 4.               | Nils Brun        | Schweiz                | 17 point         |                  |
| 5.               | Óscar Rodríguez  | Movistar Team          | 16 point         |                  |
| 6.               | Thomas Champion  | Cofidis                | 15 point         |                  |
| 7.               | Jon Izagirre     | Cofidis                | 15 point         |                  |
| 8.               | Einer Rubio      | Movistar Team          | 12 point         |                  |
| 9.               | Antoine Debons   | Schweiz                | 11 point         |                  |
| 10.              | Andrey Amador    | Ineos Grenadiers       | 10 point         |                  |

### Ungdomskonkurrencen
| Ungdomskonkurrence | Ungdomskonkurrence | Ungdomskonkurrence     | Ungdomskonkurrence | Ungdomskonkurrence |
| Rytter             | Rytter             | Hold                   | Tid                |                    |
| ------------------ | ------------------ | ---------------------- | ------------------ | ------------------ |
| 1.                 | Juan Ayuso         | UAE Team Emirates      | 18t 02' 21"        |                    |
| 2.                 | Luke Plapp         | Ineos Grenadiers       | + 46"              |                    |
| 3.                 | Einer Rubio        | Movistar Team          | + 51"              |                    |
| 4.                 | Sean Quinn         | EF Education-EasyPost  | + 2' 06"           |                    |
| 5.                 | Marc Hirschi       | UAE Team Emirates      | + 3' 04"           |                    |
| 6.                 | Mauro Schmid       | Quick-Step Alpha Vinyl | + 3' 22"           |                    |
| 7.                 | Finn Fisher-Black  | UAE Team Emirates      | + 3' 56"           |                    |
| 8.                 | Andreas Leknessund | Team DSM               | + 5' 43"           |                    |
| 9.                 | Abner González     | Movistar Team          | + 5' 44"           |                    |
| 10.                | Ben Healy          | EF Education-EasyPost  | + 12' 30"          |                    |

### Holdkonkurrencen
| Holdkonkurrence | Holdkonkurrence    | Holdkonkurrence | Holdkonkurrence |
| Hold            | Hold               | Tid             |                 |
| --------------- | ------------------ | --------------- | --------------- |
| 1.              | Jumbo-Visma        | 54t 09' 15"     |                 |
| 2.              | Bahrain Victorious | + 2' 14"        |                 |
| 3.              | Groupama-FDJ       | + 2' 20"        |                 |
| 4.              | Movistar Team      | + 2' 26"        |                 |
| 5.              | Bora-Hansgrohe     | + 3' 30"        |                 |

## Hold og ryttere
| UCI WorldTeams (18)- AG2R Citroën Team - Astana Qazaqstan Team - Bahrain Victorious - Bora-Hansgrohe - Cofidis - EF Education-EasyPost - Groupama-FDJ - Ineos Grenadiers - Intermarché-Wanty-Gobert Matériaux - Israel-Premier Tech - Jumbo-Visma - Lotto-Soudal - Movistar Team - Quick-Step Alpha Vinyl - BikeExchange-Jayco - Team DSM - Trek-Segafredo - UAE Team Emirates UCI ProTeam- Equipo Kern Pharma Landshold- Schweiz |
| |

### Danske ryttere
| Danske ryttere på startlisten |                       |                                    |           |
| Rygnummer                     | Rytter                | Hold                               | Placering |
| 34                            | Johan Price-Pejtersen | Bahrain Victorious                 | 114       |
| 45                            | Julius Johansen       | Intermarché-Wanty-Gobert Matériaux | 115       |
| 74                            | Mikkel Frølich Honoré | Quick-Step Alpha Vinyl             | 46        |
| 97                            | Frederik Wandahl      | Bora-Hansgrohe                     | 97        |
| 144                           | Jakob Fuglsang        | Israel-Premier Tech                | 29        |
| 156                           | Casper Pedersen       | Team DSM                           | 113       |

* DNF = gennemførte ikke

### Startliste
| Ineos Grenadiers IGD | Ineos Grenadiers IGD             | Ineos Grenadiers IGD |
| -------------------- | -------------------------------- | -------------------- |
| Nr.                  | Rytter                           | Placering            |
| 1                    | Geraint Thomas (GBR)             | 19.                  |
| 2                    | Andrey Amador (CRC)              | 50.                  |
| 3                    | Laurens De Plus (BEL)            | 84.                  |
| 4                    | Ethan Hayter (GBR) (enkeltstart) | 62.                  |
| 5                    | Luke Plapp (AUS) (landevej)      | 9.                   |
| 6                    | Brandon Rivera (COL)             | DNF-4                |
| 7                    | Magnus Sheffield (USA)           | 48.                  |

| UAE Team Emirates UAD | UAE Team Emirates UAD   | UAE Team Emirates UAD |
| --------------------- | ----------------------- | --------------------- |
| Nr.                   | Rytter                  | Placering             |
| 11                    | Marc Hirschi (SUI)      | 21.                   |
| 12                    | Ivo Oliveira (POR)      | 88.                   |
| 13                    | Juan Ayuso (ESP)        | 4.                    |
| 14                    | Finn Fisher-Black (NZL) | 27.                   |
| 15                    | Fernando Gaviria (COL)  | DNS-4                 |
| 16                    | Brandon McNulty (USA)   | DNS-4                 |
| 17                    | Jan Polanc (SLO)        | 67.                   |

| Jumbo-Visma TJV | Jumbo-Visma TJV                  | Jumbo-Visma TJV |
| --------------- | -------------------------------- | --------------- |
| Nr.             | Rytter                           | Placering       |
| 21              | Steven Kruijswijk (NED)          | 7.              |
| 22              | Rohan Dennis (AUS) (enkeltstart) | 8.              |
| 23              | Robert Gesink (NED)              | 52.             |
| 24              | Michel Heßmann (GER)             | 107.            |
| 25              | Sepp Kuss (USA)                  | 12.             |
| 26              | Gijs Leemreize (NED)             | 79.             |
| 27              | Timo Roosen (NED) (landevej)     | 92.             |

| Bahrain Victorious TBV | Bahrain Victorious TBV      | Bahrain Victorious TBV |
| ---------------------- | --------------------------- | ---------------------- |
| Nr.                    | Rytter                      | Placering              |
| 31                     | Damiano Caruso (ITA)        | 6.                     |
| 32                     | Gino Mäder (SUI)            | 2.                     |
| 33                     | Hermann Pernsteiner (AUT)   | 36.                    |
| 34                     | Johan Price-Pejtersen (DEN) | 114.                   |
| 35                     | Luis León Sánchez (ESP)     | 40.                    |
| 36                     | Dylan Teuns (BEL)           | 98.                    |
| 37                     | Stephen Williams (GBR)      | 98.                    |

| Intermarché-Wanty-Gobert Matériaux IWG | Intermarché-Wanty-Gobert Matériaux IWG | Intermarché-Wanty-Gobert Matériaux IWG |
| -------------------------------------- | -------------------------------------- | -------------------------------------- |
| Nr.                                    | Rytter                                 | Placering                              |
| 41                                     | Louis Meintjes (RSA)                   | 32.                                    |
| 42                                     | Théo Delacroix (FRA)                   | 106.                                   |
| 43                                     | Quinten Hermans (BEL)                  | 69.                                    |
| 44                                     | Laurens Huys (BEL)                     | 110.                                   |
| 45                                     | Julius Johansen (DEN)                  | 115.                                   |
| 46                                     | Baptiste Planckaert (BEL)              | DNS-3                                  |
| 47                                     | Rein Taaramäe (EST) (enkeltstart)      | 33.                                    |

| Cofidis COF | Cofidis COF                      | Cofidis COF |
| ----------- | -------------------------------- | ----------- |
| Nr.         | Rytter                           | Placering   |
| 51          | Jon Izagirre (ESP) (enkeltstart) | 64.         |
| 52          | Sander Armée (BEL)               | 56.         |
| 53          | Tom Bohli (SUI)                  | 112.        |
| 54          | Thomas Champion (FRA)            | 109.        |
| 55          | Rubén Fernández (ESP)            | 42.         |
| 56          | Simon Geschke (GER)              | 3.          |
| 57          | Davide Villella (ITA)            | 31.         |

| Groupama-FDJ GFC | Groupama-FDJ GFC            | Groupama-FDJ GFC |
| ---------------- | --------------------------- | ---------------- |
| Nr.              | Rytter                      | Placering        |
| 61               | Thibaut Pinot (FRA)         | 13.              |
| 62               | Matteo Badilatti (SUI)      | 59.              |
| 63               | Rudy Molard (FRA)           | 25.              |
| 64               | Quentin Pacher (FRA)        | 41.              |
| 65               | Sébastien Reichenbach (SUI) | 15.              |
| 66               | Anthony Roux (FRA)          | 90.              |
| 67               | Michael Storer (AUS)        | DNS-1            |

| Quick-Step Alpha Vinyl QST | Quick-Step Alpha Vinyl QST      | Quick-Step Alpha Vinyl QST |
| -------------------------- | ------------------------------- | -------------------------- |
| Nr.                        | Rytter                          | Placering                  |
| 71                         | Rémi Cavagna (FRA) (landevej)   | 82.                        |
| 72                         | Mattia Cattaneo (ITA)           | 91.                        |
| 73                         | Josef Černý (CZE) (enkeltstart) | DNF-4                      |
| 74                         | Mikkel Honoré (DEN)             | 46.                        |
| 75                         | James Knox (GBR)                | 71.                        |
| 76                         | Mauro Schmid (SUI)              | 23.                        |
| 77                         | Ethan Vernon (GBR)              | DNF-4                      |

| AG2R Citroën Team ACT | AG2R Citroën Team ACT        | AG2R Citroën Team ACT |
| --------------------- | ---------------------------- | --------------------- |
| Nr.                   | Rytter                       | Placering             |
| 81                    | Ben O'Connor (AUS)           | 5.                    |
| 82                    | Geoffrey Bouchard (FRA)      | 43.                   |
| 83                    | Bob Jungels (LUX)            | 61.                   |
| 84                    | Lawrence Naesen (BEL)        | DNF-4                 |
| 85                    | Valentin Paret-Peintre (FRA) | 89.                   |
| 86                    | Nans Peters (FRA)            | 76.                   |
| 87                    | Michael Schär (SUI)          | 78.                   |

| Bora-Hansgrohe BOH | Bora-Hansgrohe BOH                     | Bora-Hansgrohe BOH |
| ------------------ | -------------------------------------- | ------------------ |
| Nr.                | Rytter                                 | Placering          |
| 91                 | Aleksandr Vlasov (RUS) (enkeltstart)   | 1.                 |
| 92                 | Felix Großschartner (AUT)              | 28.                |
| 93                 | Sergio Higuita (COL) (landevej)        | 24.                |
| 94                 | Patrick Konrad (AUT) (landevej)        | 73.                |
| 95                 | Anton Palzer (GER)                     | 51.                |
| 96                 | Maximilian Schachmann (GER) (landevej) | 55.                |
| 97                 | Frederik Wandahl (DEN)                 | 97.                |

| Lotto-Soudal LTS | Lotto-Soudal LTS         | Lotto-Soudal LTS |
| ---------------- | ------------------------ | ---------------- |
| Nr.              | Rytter                   | Placering        |
| 101              | Steff Cras (BEL)         | 11.              |
| 102              | Sébastien Grignard (BEL) | 96.              |
| 103              | Matthew Holmes (GBR)     | DNS-2            |
| 104              | Harry Sweeny (AUS)       | 104.             |
| 105              | Harm Vanhoucke (BEL)     | 93.              |
| 106              | Viktor Verschaeve (BEL)  | 81.              |

| Trek-Segafredo TFS | Trek-Segafredo TFS                           | Trek-Segafredo TFS |
| ------------------ | -------------------------------------------- | ------------------ |
| Nr.                | Rytter                                       | Placering          |
| 111                | Antonio Tiberi (ITA)                         | 72.                |
| 112                | Jon Aberasturi (ESP)                         | HD-5               |
| 113                | Julien Bernard (FRA)                         | 39.                |
| 114                | Gianluca Brambilla (ITA)                     | 26.                |
| 115                | Kenny Elissonde (FRA)                        | 22.                |
| 116                | Toms Skujiņš (LAT) (landevej og enkeltstart) | 58.                |
| 117                | Antwan Tolhoek (NED)                         | 66.                |

| Movistar Team MOV | Movistar Team MOV       | Movistar Team MOV |
| ----------------- | ----------------------- | ----------------- |
| Nr.               | Rytter                  | Placering         |
| 121               | Carlos Verona (ESP)     | 16.               |
| 122               | Abner González (PUR)    | 35.               |
| 123               | Johan Jacobs (SUI)      | DNF-4             |
| 124               | Lluís Mas (ESP)         | DNF-1             |
| 125               | Gregor Mühlberger (AUT) | DNS-5             |
| 126               | Óscar Rodríguez (ESP)   | 44.               |
| 127               | Einer Rubio (COL)       | 10.               |

| BikeExchange-Jayco BEX | BikeExchange-Jayco BEX             | BikeExchange-Jayco BEX |
| ---------------------- | ---------------------------------- | ---------------------- |
| Nr.                    | Rytter                             | Placering              |
| 131                    | Matteo Sobrero (ITA) (enkeltstart) | 83.                    |
| 132                    | Sam Bewley (NZL)                   | 99.                    |
| 133                    | Kevin Colleoni (ITA)               | DNS-2                  |
| 134                    | Tsgabu Grmay (ETH)                 | 53.                    |
| 135                    | Amund Grøndahl Jansen (NOR)        | 94.                    |
| 136                    | Jan Maas (NED)                     | 74.                    |
| 137                    | Dion Smith (NZL)                   | 70.                    |

| Israel-Premier Tech IPT | Israel-Premier Tech IPT  | Israel-Premier Tech IPT |
| ----------------------- | ------------------------ | ----------------------- |
| Nr.                     | Rytter                   | Placering               |
| 141                     | Chris Froome (GBR)       | 65.                     |
| 142                     | Patrick Bevin (NZL)      | 38.                     |
| 143                     | Alexander Cataford (CAN) | 95.                     |
| 144                     | Jakob Fuglsang (DEN)     | 29.                     |
| 145                     | Krists Neilands (LAT)    | 80.                     |
| 146                     | Corbin Strong (NZL)      | DNS-4                   |
| 147                     | Michael Woods (CAN)      | 17.                     |

| Team DSM DSM | Team DSM DSM             | Team DSM DSM |
| ------------ | ------------------------ | ------------ |
| Nr.          | Rytter                   | Placering    |
| 151          | Andreas Leknessund (NOR) | 34.          |
| 152          | Nikias Arndt (GER)       | 54.          |
| 153          | Marco Brenner (GER)      | 87.          |
| 154          | Romain Combaud (FRA)     | DNS-4        |
| 155          | Tim Naberman (NED)       | DNF-4        |
| 156          | Casper Pedersen (DEN)    | 113.         |
| 157          | Martijn Tusveld (NED)    | DNS-4        |

| Astana Qazaqstan Team AST | Astana Qazaqstan Team AST   | Astana Qazaqstan Team AST |
| ------------------------- | --------------------------- | ------------------------- |
| Nr.                       | Rytter                      | Placering                 |
| 161                       | Harold Tejada (COL)         | 20.                       |
| 162                       | Valerio Conti (ITA)         | 77.                       |
| 163                       | Stefan de Bod (RSA)         | 57.                       |
| 164                       | Dmitrij Gruzdev (KAZ)       | DNF-4                     |
| 165                       | Antonio Nibali (ITA)        | 85.                       |
| 166                       | Aljaksandr Rabusjenka (BLR) | 111.                      |
| 167                       | Andrej Zejts (KAZ)          | 60.                       |

| EF Education-EasyPost EFE | EF Education-EasyPost EFE | EF Education-EasyPost EFE |
| ------------------------- | ------------------------- | ------------------------- |
| Nr.                       | Rytter                    | Placering                 |
| 171                       | Rigoberto Urán (COL)      | DNS-2                     |
| 172                       | Ben Healy (IRL)           | 47.                       |
| 173                       | Neilson Powless (USA)     | 14.                       |
| 174                       | Sean Quinn (USA)          | 18.                       |
| 175                       | Georg Steinhauser (GER)   | 103.                      |

| Equipo Kern Pharma EKP | Equipo Kern Pharma EKP     | Equipo Kern Pharma EKP |
| ---------------------- | -------------------------- | ---------------------- |
| Nr.                    | Rytter                     | Placering              |
| 181                    | José Félix Parra (ESP)     | 37.                    |
| 182                    | Urko Berrade (ESP)         | 86.                    |
| 183                    | Francisco Galván (ESP)     | DNF-4                  |
| 184                    | Carlos García Pierna (ESP) | 75.                    |
| 185                    | Raúl García Pierna (ESP)   | 101.                   |
| 186                    | Diego López (ESP)          | 100.                   |
| 187                    | Pau Miquel (ESP)           | 49.                    |

| Schweiz SUI | Schweiz SUI       | Schweiz SUI |
| ----------- | ----------------- | ----------- |
| Nr.         | Rytter            | Placering   |
| 191         | Mathias Flückiger | 45.         |
| 192         | Nils Brun         | 108.        |
| 193         | Filippo Colombo   | 68.         |
| 194         | Antoine Debons    | 102.        |
| 195         | Dario Lillo       | 105.        |
| 196         | Valère Thiébaud   | 116.        |
| 197         | Yannis Voisard    | 63.         |

| Ineos Grenadiers IGD | Ineos Grenadiers IGD             | Ineos Grenadiers IGD |
| -------------------- | -------------------------------- | -------------------- |
| Nr.                  | Rytter                           | Placering            |
| 1                    | Geraint Thomas (GBR)             | 19.                  |
| 2                    | Andrey Amador (CRC)              | 50.                  |
| 3                    | Laurens De Plus (BEL)            | 84.                  |
| 4                    | Ethan Hayter (GBR) (enkeltstart) | 62.                  |
| 5                    | Luke Plapp (AUS) (landevej)      | 9.                   |
| 6                    | Brandon Rivera (COL)             | DNF-4                |
| 7                    | Magnus Sheffield (USA)           | 48.                  |

| UAE Team Emirates UAD | UAE Team Emirates UAD   | UAE Team Emirates UAD |
| --------------------- | ----------------------- | --------------------- |
| Nr.                   | Rytter                  | Placering             |
| 11                    | Marc Hirschi (SUI)      | 21.                   |
| 12                    | Ivo Oliveira (POR)      | 88.                   |
| 13                    | Juan Ayuso (ESP)        | 4.                    |
| 14                    | Finn Fisher-Black (NZL) | 27.                   |
| 15                    | Fernando Gaviria (COL)  | DNS-4                 |
| 16                    | Brandon McNulty (USA)   | DNS-4                 |
| 17                    | Jan Polanc (SLO)        | 67.                   |

| Jumbo-Visma TJV | Jumbo-Visma TJV                  | Jumbo-Visma TJV |
| --------------- | -------------------------------- | --------------- |
| Nr.             | Rytter                           | Placering       |
| 21              | Steven Kruijswijk (NED)          | 7.              |
| 22              | Rohan Dennis (AUS) (enkeltstart) | 8.              |
| 23              | Robert Gesink (NED)              | 52.             |
| 24              | Michel Heßmann (GER)             | 107.            |
| 25              | Sepp Kuss (USA)                  | 12.             |
| 26              | Gijs Leemreize (NED)             | 79.             |
| 27              | Timo Roosen (NED) (landevej)     | 92.             |

| Bahrain Victorious TBV | Bahrain Victorious TBV      | Bahrain Victorious TBV |
| ---------------------- | --------------------------- | ---------------------- |
| Nr.                    | Rytter                      | Placering              |
| 31                     | Damiano Caruso (ITA)        | 6.                     |
| 32                     | Gino Mäder (SUI)            | 2.                     |
| 33                     | Hermann Pernsteiner (AUT)   | 36.                    |
| 34                     | Johan Price-Pejtersen (DEN) | 114.                   |
| 35                     | Luis León Sánchez (ESP)     | 40.                    |
| 36                     | Dylan Teuns (BEL)           | 98.                    |
| 37                     | Stephen Williams (GBR)      | 98.                    |

| Intermarché-Wanty-Gobert Matériaux IWG | Intermarché-Wanty-Gobert Matériaux IWG | Intermarché-Wanty-Gobert Matériaux IWG |
| -------------------------------------- | -------------------------------------- | -------------------------------------- |
| Nr.                                    | Rytter                                 | Placering                              |
| 41                                     | Louis Meintjes (RSA)                   | 32.                                    |
| 42                                     | Théo Delacroix (FRA)                   | 106.                                   |
| 43                                     | Quinten Hermans (BEL)                  | 69.                                    |
| 44                                     | Laurens Huys (BEL)                     | 110.                                   |
| 45                                     | Julius Johansen (DEN)                  | 115.                                   |
| 46                                     | Baptiste Planckaert (BEL)              | DNS-3                                  |
| 47                                     | Rein Taaramäe (EST) (enkeltstart)      | 33.                                    |

| Cofidis COF | Cofidis COF                      | Cofidis COF |
| ----------- | -------------------------------- | ----------- |
| Nr.         | Rytter                           | Placering   |
| 51          | Jon Izagirre (ESP) (enkeltstart) | 64.         |
| 52          | Sander Armée (BEL)               | 56.         |
| 53          | Tom Bohli (SUI)                  | 112.        |
| 54          | Thomas Champion (FRA)            | 109.        |
| 55          | Rubén Fernández (ESP)            | 42.         |
| 56          | Simon Geschke (GER)              | 3.          |
| 57          | Davide Villella (ITA)            | 31.         |

| Groupama-FDJ GFC | Groupama-FDJ GFC            | Groupama-FDJ GFC |
| ---------------- | --------------------------- | ---------------- |
| Nr.              | Rytter                      | Placering        |
| 61               | Thibaut Pinot (FRA)         | 13.              |
| 62               | Matteo Badilatti (SUI)      | 59.              |
| 63               | Rudy Molard (FRA)           | 25.              |
| 64               | Quentin Pacher (FRA)        | 41.              |
| 65               | Sébastien Reichenbach (SUI) | 15.              |
| 66               | Anthony Roux (FRA)          | 90.              |
| 67               | Michael Storer (AUS)        | DNS-1            |

| Quick-Step Alpha Vinyl QST | Quick-Step Alpha Vinyl QST      | Quick-Step Alpha Vinyl QST |
| -------------------------- | ------------------------------- | -------------------------- |
| Nr.                        | Rytter                          | Placering                  |
| 71                         | Rémi Cavagna (FRA) (landevej)   | 82.                        |
| 72                         | Mattia Cattaneo (ITA)           | 91.                        |
| 73                         | Josef Černý (CZE) (enkeltstart) | DNF-4                      |
| 74                         | Mikkel Honoré (DEN)             | 46.                        |
| 75                         | James Knox (GBR)                | 71.                        |
| 76                         | Mauro Schmid (SUI)              | 23.                        |
| 77                         | Ethan Vernon (GBR)              | DNF-4                      |

| AG2R Citroën Team ACT | AG2R Citroën Team ACT        | AG2R Citroën Team ACT |
| --------------------- | ---------------------------- | --------------------- |
| Nr.                   | Rytter                       | Placering             |
| 81                    | Ben O'Connor (AUS)           | 5.                    |
| 82                    | Geoffrey Bouchard (FRA)      | 43.                   |
| 83                    | Bob Jungels (LUX)            | 61.                   |
| 84                    | Lawrence Naesen (BEL)        | DNF-4                 |
| 85                    | Valentin Paret-Peintre (FRA) | 89.                   |
| 86                    | Nans Peters (FRA)            | 76.                   |
| 87                    | Michael Schär (SUI)          | 78.                   |

| Bora-Hansgrohe BOH | Bora-Hansgrohe BOH                     | Bora-Hansgrohe BOH |
| ------------------ | -------------------------------------- | ------------------ |
| Nr.                | Rytter                                 | Placering          |
| 91                 | Aleksandr Vlasov (RUS) (enkeltstart)   | 1.                 |
| 92                 | Felix Großschartner (AUT)              | 28.                |
| 93                 | Sergio Higuita (COL) (landevej)        | 24.                |
| 94                 | Patrick Konrad (AUT) (landevej)        | 73.                |
| 95                 | Anton Palzer (GER)                     | 51.                |
| 96                 | Maximilian Schachmann (GER) (landevej) | 55.                |
| 97                 | Frederik Wandahl (DEN)                 | 97.                |

| Lotto-Soudal LTS | Lotto-Soudal LTS         | Lotto-Soudal LTS |
| ---------------- | ------------------------ | ---------------- |
| Nr.              | Rytter                   | Placering        |
| 101              | Steff Cras (BEL)         | 11.              |
| 102              | Sébastien Grignard (BEL) | 96.              |
| 103              | Matthew Holmes (GBR)     | DNS-2            |
| 104              | Harry Sweeny (AUS)       | 104.             |
| 105              | Harm Vanhoucke (BEL)     | 93.              |
| 106              | Viktor Verschaeve (BEL)  | 81.              |

| Trek-Segafredo TFS | Trek-Segafredo TFS                           | Trek-Segafredo TFS |
| ------------------ | -------------------------------------------- | ------------------ |
| Nr.                | Rytter                                       | Placering          |
| 111                | Antonio Tiberi (ITA)                         | 72.                |
| 112                | Jon Aberasturi (ESP)                         | HD-5               |
| 113                | Julien Bernard (FRA)                         | 39.                |
| 114                | Gianluca Brambilla (ITA)                     | 26.                |
| 115                | Kenny Elissonde (FRA)                        | 22.                |
| 116                | Toms Skujiņš (LAT) (landevej og enkeltstart) | 58.                |
| 117                | Antwan Tolhoek (NED)                         | 66.                |

| Movistar Team MOV | Movistar Team MOV       | Movistar Team MOV |
| ----------------- | ----------------------- | ----------------- |
| Nr.               | Rytter                  | Placering         |
| 121               | Carlos Verona (ESP)     | 16.               |
| 122               | Abner González (PUR)    | 35.               |
| 123               | Johan Jacobs (SUI)      | DNF-4             |
| 124               | Lluís Mas (ESP)         | DNF-1             |
| 125               | Gregor Mühlberger (AUT) | DNS-5             |
| 126               | Óscar Rodríguez (ESP)   | 44.               |
| 127               | Einer Rubio (COL)       | 10.               |

| BikeExchange-Jayco BEX | BikeExchange-Jayco BEX             | BikeExchange-Jayco BEX |
| ---------------------- | ---------------------------------- | ---------------------- |
| Nr.                    | Rytter                             | Placering              |
| 131                    | Matteo Sobrero (ITA) (enkeltstart) | 83.                    |
| 132                    | Sam Bewley (NZL)                   | 99.                    |
| 133                    | Kevin Colleoni (ITA)               | DNS-2                  |
| 134                    | Tsgabu Grmay (ETH)                 | 53.                    |
| 135                    | Amund Grøndahl Jansen (NOR)        | 94.                    |
| 136                    | Jan Maas (NED)                     | 74.                    |
| 137                    | Dion Smith (NZL)                   | 70.                    |

| Israel-Premier Tech IPT | Israel-Premier Tech IPT  | Israel-Premier Tech IPT |
| ----------------------- | ------------------------ | ----------------------- |
| Nr.                     | Rytter                   | Placering               |
| 141                     | Chris Froome (GBR)       | 65.                     |
| 142                     | Patrick Bevin (NZL)      | 38.                     |
| 143                     | Alexander Cataford (CAN) | 95.                     |
| 144                     | Jakob Fuglsang (DEN)     | 29.                     |
| 145                     | Krists Neilands (LAT)    | 80.                     |
| 146                     | Corbin Strong (NZL)      | DNS-4                   |
| 147                     | Michael Woods (CAN)      | 17.                     |

| Team DSM DSM | Team DSM DSM             | Team DSM DSM |
| ------------ | ------------------------ | ------------ |
| Nr.          | Rytter                   | Placering    |
| 151          | Andreas Leknessund (NOR) | 34.          |
| 152          | Nikias Arndt (GER)       | 54.          |
| 153          | Marco Brenner (GER)      | 87.          |
| 154          | Romain Combaud (FRA)     | DNS-4        |
| 155          | Tim Naberman (NED)       | DNF-4        |
| 156          | Casper Pedersen (DEN)    | 113.         |
| 157          | Martijn Tusveld (NED)    | DNS-4        |

| Astana Qazaqstan Team AST | Astana Qazaqstan Team AST   | Astana Qazaqstan Team AST |
| ------------------------- | --------------------------- | ------------------------- |
| Nr.                       | Rytter                      | Placering                 |
| 161                       | Harold Tejada (COL)         | 20.                       |
| 162                       | Valerio Conti (ITA)         | 77.                       |
| 163                       | Stefan de Bod (RSA)         | 57.                       |
| 164                       | Dmitrij Gruzdev (KAZ)       | DNF-4                     |
| 165                       | Antonio Nibali (ITA)        | 85.                       |
| 166                       | Aljaksandr Rabusjenka (BLR) | 111.                      |
| 167                       | Andrej Zejts (KAZ)          | 60.                       |

| EF Education-EasyPost EFE | EF Education-EasyPost EFE | EF Education-EasyPost EFE |
| ------------------------- | ------------------------- | ------------------------- |
| Nr.                       | Rytter                    | Placering                 |
| 171                       | Rigoberto Urán (COL)      | DNS-2                     |
| 172                       | Ben Healy (IRL)           | 47.                       |
| 173                       | Neilson Powless (USA)     | 14.                       |
| 174                       | Sean Quinn (USA)          | 18.                       |
| 175                       | Georg Steinhauser (GER)   | 103.                      |

| Equipo Kern Pharma EKP | Equipo Kern Pharma EKP     | Equipo Kern Pharma EKP |
| ---------------------- | -------------------------- | ---------------------- |
| Nr.                    | Rytter                     | Placering              |
| 181                    | José Félix Parra (ESP)     | 37.                    |
| 182                    | Urko Berrade (ESP)         | 86.                    |
| 183                    | Francisco Galván (ESP)     | DNF-4                  |
| 184                    | Carlos García Pierna (ESP) | 75.                    |
| 185                    | Raúl García Pierna (ESP)   | 101.                   |
| 186                    | Diego López (ESP)          | 100.                   |
| 187                    | Pau Miquel (ESP)           | 49.                    |

| Schweiz SUI | Schweiz SUI       | Schweiz SUI |
| ----------- | ----------------- | ----------- |
| Nr.         | Rytter            | Placering   |
| 191         | Mathias Flückiger | 45.         |
| 192         | Nils Brun         | 108.        |
| 193         | Filippo Colombo   | 68.         |
| 194         | Antoine Debons    | 102.        |
| 195         | Dario Lillo       | 105.        |
| 196         | Valère Thiébaud   | 116.        |
| 197         | Yannis Voisard    | 63.         |